# Kacper de Bono
Gaspard de Bono (ur. 5 stycznia 1530 w Walencji; zm. 14 lipca 1604 tamże) – hiszpański minimita, Błogosławiony Kościoła katolickiego.

## Życiorys
Urodził się w bardzo religijnej rodzinie. Mając 30 lat poczuł powołanie do życia zakonnego i wstąpił do klasztoru Małych Braci. Został mianowany prowincjałem. Zmarł w opinii świętości.
Został beatyfikowany przez papieża Piusa VI w dniu 10 września 1786 roku.